# Liste der Bodendenkmäler in Altfraunhofen
Auf dieser Seite sind die Bodendenkmäler in der niederbayerischen Gemeinde Altfraunhofen zusammengestellt. Diese Tabelle ist eine Teilliste der Liste der Bodendenkmäler in Bayern. Grundlage ist die Bayerische Denkmalliste, die auf Basis des Bayerischen Denkmalschutzgesetzes vom 1. Oktober 1973 erstmals erstellt wurde und seither durch das Bayerische Landesamt für Denkmalpflege geführt wird. Die folgenden Angaben ersetzen nicht die rechtsverbindliche Auskunft der Denkmalschutzbehörde.

## Bodendenkmäler der Gemeinde Altfraunhofen

### Bodendenkmäler in der Gemarkung Altfraunhofen
| Lage                                                        | Objekt | Akten-Nr.     | Bild           |
| ----------------------------------------------------------- | --- | ------------- | -------------- |
| Altfraunhofen (Standort)                                    | Verebnetes Grabenwerk vor- und frühgeschichtlicher Zeitstellung. | D-2-7538-0252 |                |
| Altfraunhofen (Standort)                                    | Siedlung und Gräben vor- und frühgeschichtlicher Zeitstellung. | D-2-7538-0256 |                |
| Altfraunhofen (Standort)                                    | Siedlung der Latènezeit. | D-2-7538-0365 |                |
| Altfraunhofen (Standort)                                    | Schloss Altfraunhofen Burgstall des Mittelalters. | D-2-7539-0001 |                |
| Altfraunhofen (Standort)                                    | Verebnetes Grabenwerk vor- und frühgeschichtlicher Zeitstellung. | D-2-7539-0002 |                |
| Altfraunhofen (Standort)                                    | Befestigung vor- und frühgeschichtlicher oder mittelalterlicher Zeitstellung (Burgstall). | D-2-7539-0003 |                |
| Altfraunhofen (Standort)                                    | Befestigung vor- und frühgeschichtlicher oder mittelalterlicher Zeitstellung (Burgstall). | D-2-7539-0004 |                |
| Altfraunhofen (Standort)                                    | Verebnete Grabhügel vorgeschichtlicher Zeitstellung. | D-2-7539-0005 |                |
| Altfraunhofen (Standort)                                    | Verebnetes Grabenwerk vor- und frühgeschichtlicher Zeitstellung (Viereckschanze der späten Latènezeit). | D-2-7539-0007 |                |
| Altfraunhofen (Standort)                                    | Siedlung vor- und frühgeschichtlicher Zeitstellung. | D-2-7539-0008 |                |
| Altfraunhofen (Standort)                                    | Befestigung vor- und frühgeschichtlicher oder mittelalterlicher Zeitstellung (Burgstall). | D-2-7539-0009 |                |
| Altfraunhofen (Standort)                                    | Siedlung vor- und frühgeschichtlicher Zeitstellung. | D-2-7539-0010 |                |
| Altfraunhofen (Standort)                                    | Siedlung vor- und frühgeschichtlicher Zeitstellung. | D-2-7539-0011 |                |
| Altfraunhofen (Standort)                                    | Verebnetes Grabenwerk vor- und frühgeschichtlicher Zeitstellung. | D-2-7539-0013 |                |
| Altfraunhofen (Standort)                                    | Siedlung vor- und frühgeschichtlicher Zeitstellung. | D-2-7539-0014 |                |
| Altfraunhofen (Standort)                                    | Siedlung vor- und frühgeschichtlicher Zeitstellung. | D-2-7539-0015 |                |
| Altfraunhofen (Standort)                                    | Siedlung des Neolithikums und des Mittelalters. | D-2-7539-0016 |                |
| Altfraunhofen (Standort)                                    | Siedlung des Neolithikums. | D-2-7539-0017 |                |
| Altfraunhofen (Standort)                                    | Siedlung des Neolithikums. | D-2-7539-0018 |                |
| Altfraunhofen Hauptstrasse 5 (Standort)                     | Pfarrkirche St. Nikolaus Untertägige mittelalterliche und frühneuzeitliche Befunde im Bereich der katholischen Pfarrkirche St. Nikolaus in Altfraunhofen, darunter die Spuren von Vorgängerbauten bzw. älterer Bauphasen. | D-2-7539-0092 | weitere Bilder |
| Altfraunhofen Oberheldenberg, Südlich Haus Nr. 7 (Standort) | Untertägige mittelalterliche und frühneuzeitliche Befunde im Bereich der katholischen Kirche St. Jakob in Oberheldenberg, darunter die Spuren von Vorgängerbauten bzw. älterer Bauphasen.                                 | D-2-7539-0097 |                |
| Altfraunhofen Wörnstorf, Haus Nr. 8 (Standort)              | Untertägige mittelalterliche und frühneuzeitliche Befunde im Bereich der katholischen Kirche St. Stephan in Wörnstorf, darunter die Spuren von Vorgängerbauten bzw. älterer Bauphasen.                                    | D-2-7539-0103 |                |